# 이재영 (1964년)
이재영(李載榮, 1964년 10월 25일 ~ )는 대한민국의 경제학자 출신 정치인으로, 더불어민주당 소속 정당인이다.

## 학력
- 부전국민학교 졸업
- 주례중학교 졸업
- 성도고등학교 졸업
- 한양대학교 경영학 학사
- 한양대학교 경영학 석사
- 모스크바 국립 대학교 경제학 박사

## 생애
1964년 경남 양산 원동면 중리마을에서 태어났다. 초등학교 5학년때 부산으로 전학가서 부전초등학교, 주례중학교, 성도고등학교, 한양대학교 경영학과를 졸업하고, 러시아 모스크바 국립 대학교에서 경제학 박사학위를 취득하고, 경제학자, 교수로 활동했다. 대외경제정책연구원장을 지냈으며, 러시아판 다보스포럼인 '발다이클럽(Valdai Club Academy)' 국내 최초 정회원이다.

## 정치 경력
2020년 2월에 더불어민주당 18호 영입 인재로 영입되었고 그의 고향이 포함된 경상남도 양산시 갑 선거구에 공천을 받았다. 상대는 현역 의원인 미래통합당 윤영석 후보였다. 개표 결과 42.03% : 56.99%로 현역 의원 윤영석 후보에게 14.96% 차로 패배하여 낙선의 고배를 마셨다.

## 역대 선거 결과
|  | 42.03% |

|  | 44.78% |